# Raymond Louis Wilder
Pour les articles homonymes, voir Wilder.
Raymond Louis Wilder (né le 3 novembre 1896 à Palmer (Massachusetts) et mort le 7 juillet 1982 à Santa Barbara (Californie)) est un mathématicien et philosophe des mathématiques américain.

## Biographie
Wilder qui, dans sa jeunesse s'intéresse à la musique (il joue du cornet dans les bals et du piano dans les cinémas muets), étudie à l'université Brown à partir de 1914, où il obtient sa maîtrise en actuariat en 1921, après une interruption pour cause de service dans la marine américaine pendant la Première Guerre mondiale. Il se marie la même année ; le couple aura quatre enfants. En 1923, il obtient son doctorat avec Robert Lee Moore à l'université du Texas à Austin en topologie (titre de sa thèse : Concerning Continuous Curves), le premier d'une longue lignée d'étudiants diplômés de Moore à Austin. En 1924, il devient professeur assistant à l'université d'État de l'Ohio et, à partir de 1926 à l'université du Michigan à Ann Arbor, où il devient professeur en 1947. Il prend sa retraite en 1967, mais continue à enseigner encore occasionnellement à l'université de Californie à Santa Barbara.
Wilder est vice-président de l'American Mathematical Society de 1950 à 1951, dont il est le conférencier Gibbs en 1969. En 1965/66, il est président de la Mathematical Association of America, dont il a reçu la Distinguished Service Medal en 1973. Il est membre de l'Académie nationale des sciences depuis 1963. Il docteur honoris causa de l'Université Brown et de l'Université du Michigan. En 1950, il a donné une conférence plénière au Congrès international des mathématiciens à Cambridge (Massachusetts) (The cultural basis of mathematics).
Parmi ses doctorant, il y a Joseph R. Shoenfield.

## Travaux
Wilder a d'abord travaillé sur la topologie d'ensembles de points (en particulier sur le programme Schoenflies, qui s'articule autour de preuves que (n-1)-sphères dans l'espace euclidien renferment des n-boules, et les invariants de position d'ensembles de points dans le plan et sur les 2 -sphère), mais il s'oriente ensuite  vers la topologie algébrique. En 1949 paraît son manuel Topology of manifolds. Plus tard, il s'est tourné vers la philosophie des mathématiques et ses fondements anthropologiques (Wilder était très intéressé par la culture indienne dans le sud-ouest des États-Unis) et ses fondements culturels et historiques, comme illustré par exemple dans sa conférence au congrès international des mathématiciens de 1950 intitulée The cultural basis of mathematics et dans son livre Introduction to the foundations of mathematics  (1952). En 1969 est publié son livre Evolution of mathematical concepts – an elementary study et en 1981 paraît son livre Mathematics as a cultural system.
Wilder a vu l'importance des variétés généralisées (au sens de la topologie géométrique) pour étendre les théorèmes de type Jordan - Schoenflies de la dimension deux à des dimensions supérieures. Elles ne peuvent pas être généralisées directement (contre-exemple : la sphère d'Alexander en trois dimensions). Les variétés généralisées fournissent un cadre global qui permet de discuter des propriétés particulières des variétés topologiques (c'est-à-dire celles qui sont localement homéomorphes aux espaces euclidiens), en particulier leur caractérisation indépendamment des homéomorphismes. Elles sont définies en topologie géométrique comme des espaces de Hausdorff localement compacts qui sont des rétractions euclidiennes voisines (au sens qu'il existe un plongement de la variété généralisée X dans un {\displaystyle \mathbb {R} ^{m}} tel que la rétractation de X est un sous-ensemble ouvert U d'un {\displaystyle \mathbb {R} ^{m}}) et aussi la Z-homologie de n-variétés  (c'est-à-dire que les groupes d'homologie sur {\displaystyle \mathbb {Z} } au voisinage de chaque point sont ceux de {\displaystyle \mathbb {R} ^{n}}, pour la dimension {\displaystyle n}).

## Ouvrages
- 1949 : Topology of Manifolds, American Mathematical Society, coll. « Colloquium Publications 32 », x+ 402[3]
- 1952 : Introduction to the foundations of mathematics, Chapman and Hall, coll. « Colloquium Publications 32 », xiv+ 305[4]
- 1968 : Evolution of mathematical concepts. An elementary study, John Wiley and Sons, xviii+224 (zbMATH 0167.27201).
- 1981 : Mathematics as a cultural system, Pergamon Press, coll. « Foundations and Philosophy of Science and Technology Series », xii+184 (zbMATH 0558.00012).